# 久原翼
久原翼（日语：／ Tsubasa Hisahara，1995年3月18日—）日本前男子排球運動員和日本國家男子排球成員，現為日本國家女子排球隊助理教練。現役時效力於松下黑豹。

## 經歷
受到父親和兩個哥哥的影響，久原翼從小學起便打起了排球，也在不知不覺間進入了排球俱樂部（常光寺排球運動少年團）中學時在本地學校加入了排球部，但並沒有在比賽中留下好成績，對比進入全國八強的哥哥而產生過退出排球這項運動的想法，但在進入兵庫縣的運動強校尼崎市立尼崎高等学校後，隨著身體的成長和球技的增長而獲得了自信，高中三年級時成為了隊長，同時也成為了全日本青年隊代表。久原翼的哥哥是曾效力於JT雷霆島的久原大輝。
之後入讀了排球強校東海大學，2016年首次入選日本排球協會28人名單，同年擔任了大學排球隊隊長一職，同年底成為松下黑豹內定選手。2017年被選為第29屆世界大學生運動會日本代表為隊伍獲得銅牌做出了貢獻
正式加入松下黑豹兩年後的夏天突然對排球失去了動力，訓練也因此不順利，久原翼為此感到自責，但因為隊友們的鼓勵和支持而逐漸恢復了心情。之後在2018/19賽季中場左右因同隊的福澤達哉旅外而獲得了更多作為首發球員上場的機會。
2020年6月1日宣布轉為職業選手。2021年三月下旬因身體不適而暫別球場，直至 2022年3月27日才在與FC東京的比賽中短暫出場。2022年4月19日宣布退役和擔任日本國家女子排球隊助理教練一職，同時也表示與松下的合約會繼續。